# Klein Sámuel (pedagógus)
Klein Sámuel (Samuel Klein; Dobsina, 1847. január 28. – 1915. február 6.) dobsinai tanító, igazgató, költő.

## Családja és felmenői
A régi dobsinai ágostai hitvallású buléner polgári származású családnak a sarja, amelynek az ősei 1326 óta űzték a bányászatot szabad polgárokként. A Dobsinán lakó bányászattal foglalkozó Klein családnak a tagjai sok száz éven át dobsinai városbírák is voltak; felmenői Rákóczi Ferencnek gyártottak fegyvereket a többi dobsinai bányászokkal és kohászokkal együtt. Apja Klein Sámuel (1814–1866), dobsinai pék, anyja Topora Mária volt. Az apai nagyszülei Klein Mihály, dobsinai pékmester és Schéra Éva voltak. Az anyai nagyszülei Topora János, és Gömöry Mária voltak.

## Élete
A népiskola befejezése után a rozsnyói gimnáziumban tanult, majd Eperjesen hallgatott teológiát. Egyetemi tanulmányait a Jénai Egyetemen végezte, ahol filozófiát, pedagógiát és teológiát hallgatott.
1870-ben visszatért Dobsinára, tanárként helyezkedett el, majd 8 évre rá a népiskola igazgatója lett. Szerepe volt helyi városi fiú- és leányiskola létrejöttében. 1892-től a városi iskola latin tanára. 1898-tól a leányiskola igazgatója lett, 3 évre rá azonban betegsége miatt nyugdíjazták.
A dobsinai temetőben nyugszik, sírját a helyi Kárpátnémet Egyesület hozta helyre.
Irodalmi hagyatéka Dobsina néprajzának leírása. A Magyar Néprajzi Társaság tagjaként hosszú éveken át vizsgálta a dobsinai szokásokat, népdalokat és mondákat gyűjtött. A dobsinai német nyelvjárás (buléner) legjobb ismerője volt. E nyelvjárásban alkotott.

## Emlékezete
- Emléktábla, Dobsina, gimnázium épülete

## Művei
- 1906 Bulleenia. Verses mondák.
- 1914 Topscher Gatscholper (mára lefordították német, szlovák és magyar nyelvre is)